# Nombre figuré
En arithmétique, un nombre figuré est un nombre entier qui peut être représenté par un ensemble de points disposés de façon plus ou moins régulière et formant une figure géométrique. Il répond donc à une classe particulière de problèmes de dénombrement.
Les nombres figurés sont d'origine très ancienne. On attribue généralement à Pythagore les premières études de nombres figurés, (nombres carrés). Diophante a résolu plusieurs problèmes les concernant. Pascal a écrit un traité sur le sujet.

## Exemple de nombres figurés
Les nombres figurés les plus simples sont
- Les nombres carrés

| 1 | 4             | 9                                 |
| - | ------------- | --------------------------------- |
| * | * · * · * · * | * · * · * · * · * · * · * · * · * |

- Les nombres triangulaires

| 1 | 3         | 6                     |
| - | --------- | --------------------- |
| * | * · * · * | * · * · * · * · * · * |

- Les nombres hexagonaux centrés

| 1 | 7                         | 19                                                                        |
| - | ------------------------- | ------------------------------------------------------------------------- |
| * | * · * · * · * · * · * · * | * · * · * · * · * · * · * · * · * · * · * · * · * · * · * · * · * · * · * |

Ils correspondent par exemple à la répartition des cônes de couleur au centre de la rétine, ou à celle des alvéoles d'abeilles.
- Les nombres cubiques :

1, 8, 27, 64
qui dessinent un cube dans l'espace.

## Pistes d'exploration
Le premier contact que tout être pensant entretient avec le nombre passe par le nombre figuré. C'est un langage universel non lié à l'écriture et aux systèmes de numération. Le nombre figuré permet de prouver que certains animaux (le poulpe par exemple) ont une conscience du nombre.[réf. nécessaire] En pédagogie, le passage par le nombre figuré permet de visualiser des propriétés comme la commutativité ou l'associativité des lois d'addition et de multiplication – lois qui sont dictées en construisant des rangées ou des tables de points. La relation 2 + 3 = 3 + 2 = 5, par exemple, qui traduit le fait que 2 et 3 sont permutables pour l'addition, peut être représentée par
 +  =  +  = 
Et la relation 2 × 3 = 3 × 2 = 6 (qui traduit le fait que 2 et 3 sont permutables pour la multiplication) peut être représentée par
| 2 × 3                 | 3 × 2                 | 6                     |
| --------------------- | --------------------- | --------------------- |
| * · * · * · * · * · * | * · * · * · * · * · * | * · * · * · * · * · * |

On voit qu'on peut passer d'un rectangle à l'autre par rotation de 90° donc sans changer le nombre d'éléments. D'autre part, la somme est la simple juxtaposition des lignes des rectangles.
L'étude des nombres figurés consiste en général à trouver une relation entre le nombre lui-même et son rang dans la série. Par exemple, le nombre triangulaire de rang n est n(n + 1)/2. Le nombre cubique de rang n est n3. Les concepts des nombres figurés font intervenir implicitement le concept « moderne » de récurrence.
Une deuxième voie de recherche est de déterminer les propriétés des nombres figurant dans une même série. Par exemple, il est facile de montrer qu'il n'y a aucun nombre premier parmi les nombres triangulaires (sauf 3), carrés ou rectangles.
Une autre voie de recherche est d'utiliser les nombres figurés dans des résolutions d'équations dans ℕ comme l'extraction de racine carrée et de racine cubique.

## Classification
On range les nombres figurés suivant la dimension de la figure représentée. En dimension supérieure ou égale à 4, les nombres figurés ne sont plus représentables par des figures correspondant au monde tangible mais sont considérés comme des vues de l'esprit. La figure est alors un polytope et le nombre est alors appelé un nombre polytopique.

### En dimension 1
Les nombres linéaires sont les entiers classiques.

### En dimension 2
- Les nombres polygonaux (triangulaires, carrés, pentagonaux, hexagonaux, heptagonaux, octogonaux ou gnomoniques).
- Les nombres polygonaux centrés (triangulaires, carrés, pentagonaux, hexagonaux, heptagonaux, octogonaux).

### En dimension 3
- Les nombres pyramidaux (triangulaires, carrés, pentagonaux, hexagonaux)
- Les nombres polyédriques (tétraédriques, cubiques, octaédriques, dodécaédriques, icosaédriques)
- Les nombres polyédriques centrés (tétraédriques, cubiques, octaédriques, dodécaédriques, icosaédriques)

### En dimension 4
- Les nombres pentatopiques ou pentachoriques, ou 4-hypertétraédriques
- Les nombres pentatopiques centrés ou pentachoriques centrés, ou 4-hypertétraèdriques centrés

- Les nombres 4-hypercubiques, 4-hyperoctaédriques, 4-hyperdodécaédriques, 4-hypericosaédriques